# United Nations Support Mission in Haiti
Die United Nations Support Mission in Haiti (deutsch Unterstützungsmission der Vereinten Nationen für Haiti, UNSMIH) basierte auf der UN-Resolution 1063 vom 28. Juni 1996 und 
löste die Mission der Vereinten Nationen in Haiti (UNMIH) ab. Sie fand vom Juli 1996 bis Juli 1997 statt und hatte zum Ziel, den Aufbau einer neuen Polizei in Haiti weiter voranzubringen, die später mit der Übergangsmission der Vereinten Nationen in Haiti (engl.: United Nations Transition Mission in Haiti , kurz UNTMIH) ausgebildet wurde.
Im Hauptquartier bei UNSMIH in Port-au-Prince standen Enrique ter Horst aus Venezuela in seiner Funktion als Sonderbeauftragter des Generalsekretärs und Leiter der Mission für die Führung der Streitkräfte Brigadegeneral J.R.P. Daigle aus Kanada und für die polizeidienstliche Komponente Colonel Robert Pigeyre aus Frankreich zur Seite. Das Personal von UNSMIH wurde durch Algerien, Bangladesch, Benin, Dschibuti, Frankreich, Indien, Kanada, Mali, Pakistan, Russland, Togo, Trinidad und Tobago und die U.S.A. gestellt.
Bei der Mission kam ein ziviler Polizeibeamter der UNSMIH-Truppe ums Leben.